# Rozeta (dizajn)
Rozeta je okrugli, stilizirani cvjetni dizajn.

## Podrijetlo
Rozeta potječe od prirodnog oblika botaničke rozete, koju čine listovi koji se šire iz stabljike biljke i vidljivi su čak i nakon što cvjetovi uvenu.

## Povijest
Dizajn rozete intenzivno se koristi u skulpturalnim objektima iz antike, koji se pojavljuju u Mezopotamiji, te u ukrašavanju pogrebnih stela u staroj Grčkoj. Rozeta je bila još jedan važan simbol Ishtar koji je izvorno pripadao Inanni zajedno sa Ištarinom zvijezdom.
Kasnije je usvojen u romaničkoj i renesansnoj arhitekturi, a također je uobičajen u umjetnosti srednje Azije, proširivši se sve do Indije gdje se koristi kao ukrasni motiv u grčko-budističkoj umjetnosti.

## Drevno podrijetlo
Jedno od najranijih pojavljivanja rozete u drevnoj umjetnosti bilo je u ranom četvrtom tisućljeću prije Krista u Egiptu. Druga rana mediteranska pojava dizajna rozete potječe iz minojske Krete; Između ostalog, dizajn se pojavljuje na Festskom disku, pronađenom na istoimenom arheološkom nalazištu u južnoj Kreti.
- TPogrebna stela Thalea s tri rozete na vrhu, iz približno 150. godine pr. Kr. Helenističko djelo iz Smirne, sada Izmir, Turska
- Dizajn rozete na dnu kipa Bude, oko 1. st. n. e. Grčko-budistička umjetnost pronađena u Gandhari

## Moderna uporaba
Formalizirani cvjetni motiv često se urezuje u kamen ili drvo kako bi se stvorili ukrasni ukrasi za arhitekturu i namještaj, au obradi metala, dizajnu nakita i primijenjenoj umjetnosti kako bi se stvorio ukrasni rub ili na sjecištu dvaju materijala.
Rozete su korištena za formalna vojna priznanja. Također se pojavljuju u modernoj, civilnoj odjeći i često se nose na istaknutim mjestima na političkim ili sportskim događajima. Rozete ponekad ukrašavaju glazbene instrumente, na primjer oko perimetra zvučnih otvora gitara.

## Galerija
- Svećenik iz Mohenjo Daroa
- Mezopotamski, sumerski bik
- Pečatni cilindar